# セイバル

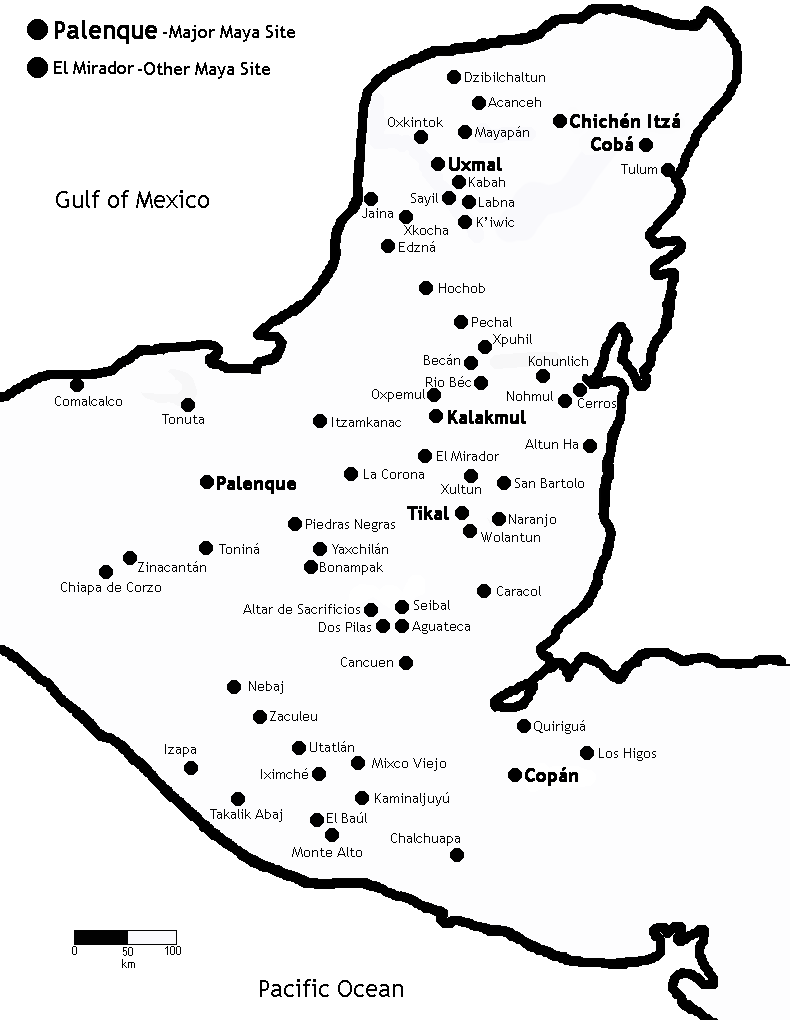
マヤ遺跡マップ

セイバル（英: Seibal, 西: Ceibal）は、グアテマラ、ペテン県のパシオン川西岸の急峻な断崖の丘陵上に位置するマヤ遺跡である。先古典期中期初頭から古典期終末まで、盛衰を繰り返した。この遺跡の名前は、本来「セイバ（Ceiba）の木のある場所」という意味の現地スペイン語で "Ceibal" と綴られていたが、後述するような理由で "Seibal" と綴られることが多くなっている。また、少なくとも55基に及ぶ石製記念碑が確認されており、そのうち21基が石彫の状態がよいことで早くから注目されてきた。セイバルの中心部は、1平方キロにわたっていくつかの丘陵上に築かれ、大きく3つに分けられ西側からA,C,Dと名づけられている。最盛期となった古典期終末（バヤル相）の人口は、ハーバード大学の調査隊による家屋の存在を示すマウンドの数や濃度などによって1万人に達したであろうと推計されている。

## 遺跡の構造、主要な遺構の配置
セイバルは、パシオン川西岸の階段状で急峻な断崖の丘陵上にあり、まず川から50mほどあがったところに踊り場状の地形が、さらに30 - 40mほどの比高差でグループDの建造物群がぎっちりと築かれた丘がある。グループDの丘は、東西約200m、南北約400mほどの楕円形に近い形で、北側に比高差30 - 40mの深い谷、南側に10 - 20mの谷があり、さながら天然の要害である。
グループAからグループDまでの建造物群はそれぞれ「堤道」と呼ばれる通路で結ばれていて、グループDからグループAに向かって堤道Iを西側にいくと、10m未満の比較的浅い谷をへだててグループCがある。グループCの建造物はもっとも小規模で、マヤ独特の長方形の建物が中庭を囲む小グループが広い範囲で散在的に分布している状況がみられる。A、Dグループの個々の建造物が「構築物」（Structure）A-何某ないしD-何某と呼ばれるのとは異なり、この小グループは、「ユニット」（Unit）C-何某という番号でしばしば呼ばれる。
グループCで南側に堤道が分岐し、南側にのびる堤道（堤道II）を分岐点から南方150mほどいくと東西約70m・南北約31mの球戯場（構築物C-9）が堤道IIの西側に接している。分岐点から南に500mほどの地点には、古典期終末段階の中央高原の影響を受けたと思われる円形状プランをもつピラミッド（構築物C-79）がある。
グループDから堤道Iとその延長である堤道IIIを西方450ｍほど行くとグループAに至る。グループAは3つのプラザをもち、「中央プラザ」は南北200m・東西100mほどで、北東にピラミッドA-18、東側に「神聖文字の階段」、西側にA-19と呼ばれる小球戯場と南西にA-20と呼ばれるピラミッドに囲まれている。「中央プラザ」の南側に「南プラザ」があり、その西側に、南北70m・東西60m、プラザからの高さ18.5mのセイバル最大の建造物A-24があり、「南プラザ」の中央部には古典期終末期にあたる10バクトゥンの長期暦の日付と、「メキシコ中央高原」風の人物像が刻まれていることで知られる著名な石碑群をかかえる建造物A-3がある。

## 主な研究史、調査史
1892年にグアテマラ政府によって、フェデリコ・アルテス (Fedrico Artes) が、シカゴ万博博覧会のグアテマラ・ブースに出品する目的で、マヤの石碑の型どりを行うためにペテンのマヤ遺跡の踏査を行ったのが本格的な学術調査のはじまりであった。アルテスは、アルフレッド・モーズレー（Alfred Maudslay）の下で型どりの技術を習得したゴルゴニオ・ロペス（Gorgonio Lopez）とセイバルの状況に詳しい地元ガイドのエウセビオ・カノ（Eusebio Cano）をつれてフローレスからサヤスチェ経由で、遺跡の目前で遺跡名の通称となっているセイバの木の近くを通ってセイバルに訪れた。
5 - 6本ほどの石彫で型どりを行い、翌年グアテマラシティにある新聞社「エル・グアテマラティコ」誌（El Guatemalateco）に持ち込んで、記事を掲載した。ところで、アルテスは、元々の通称であった「セイバの木のあるところ」という意味の "Ceibal" という名前について、この素晴らしい遺跡にふさわしくないと考えていた。それで、別のよい名前はないかとカノに相談したところ、セイバル近辺に生息する鳥の名を使用したらどうかと提案したのが採用され、シカゴ万博では、セイバルではなく "Saxtanquiqui" という遺跡名で石彫のレプリカが型から起こされ展示された。
1895年7月、ハーバード大学ピーボディ博物館の助手であったテオベルト・マーラー（Teobert Maler）がカノと共にセイバルを訪れ、グループAの地図を作製し、同グループの石碑のクリーニングを行い、写真撮影を行った。マーラーは1896年にドイツ語による報告書を刊行した。1905年にもマーラーはセイバルの踏査を行い、自らが作成した地図に部分的に修正を加えた。1906年に刊行した英語の報告書では "Seibal" の綴りを使ったため、英語圏の研究者は "Seibal" の綴りを使うようになった。1908年に訪れた時には、石碑について1番から11番までの番号をつけ、克明に写真撮影を行うとともに詳細な記述を行った。マーラーは、破片になっている石碑についても、無文のものと何かが刻まれているものとに分類を行い、表採した遺物についても記述している。
1914年と1915年に、ハーバード・スピンデン（Harbert Spinden）とシルベヌス・モーレイ（Sylvanus G.Morley）が踏査を行って、建造物群のまとまりにグループA、B、C、Dと名称をつけた。モーレイは、グループA「中央プラザ」の構築物A-14の西側正面にある「象形文字の階段」及びグループDの南方2kmにある一組のプラザをもつ小規模な建造群であるグループBの遺構群を確認し、その際石碑12号を発見した。またモーレイは、銘文が良好に残った8号から11号に刻まれた長期暦の日付を9.14.10.0.0.から10.2.0.0.0.であることを読み取り、セイバルが、古典期終末期のセンターであったことを明らかにした。現在では、セイバルの中心部分について言及する場合は、グループA、C、Dの名称のみが使われる傾向にある。
1948年、バーナム・ブラウン (Barnum Brown) が訪れ、13号石碑を発見した。
1961年が明けると、ジョン・グラハムとテモセイ・フィスク（Timothy Fiske）がアルタル・デ・サクリフィシオスにキャンプを設営した際に、セイバルにも訪れている。グラハムらは、マーラーやモーレイの地図に載っていないマウンドや、14 - 16号石碑を発見したほか、いくつかの建築グループがマヤの他の祭祀センターに見られるような「堤道」で結ばれていること、そしてその「堤道」が交差して、グループCの北端で途切れていることを発見した。グラハムは、同じ年の乾季にリチャード・アダムスと再びセイバルを訪れ、新たに17号、18号石碑を発見した。アダムスは、グループAの詳細な地図を作製するとともに、6地点の試掘（テストピット）調査を行い、土器のサンプルと土層サンプルの採取を行った。アダムスは、このテストピットによる採取したサンプルからセイバルの先古典期中期から古典期後期後半にまで及ぶおおよその土器編年の把握に成功した。
1964年から1968年まで、ゴードン・R・ウィリー (Gordon R.Willey) の率いるハーバード大学の調査隊が本格的かつ集中的な踏査および図化と発掘調査を行った。現在この遺跡について知られる知見はこのときの調査によるもので、セイバルが先古典期中期初頭から古典期終末まで盛衰を繰り返したことが明らかにされた。このときの調査の報告書は、1970年代から順次刊行され、1975年にジェレミー・サブロフによる土器に関するもの、1982年にレディヤード・スミスによる建造物と「供納穴」に関するものとサブロフらによる良質（精胎土）オレンジ土器に関する分析を掲載したもの、1990年にジョン・グラハムによる石碑と記念碑に関するものおよびゲアー・トゥアーテロによる埋葬に関するものなどが順次刊行されている。
その後、アリゾナ大学の猪俣健を団長とする多国籍で学際的な調査隊によってハーバード大学調査隊では行われなかった排土をふるいにかけて微細な遺物を把握することまでめざしたきめこまかな調査が2005年から行われている。この調査では、セイバル最大のピラミッドA-24の基壇の調査で先古典期中期前半のレアル（Real）相の実態がより明らかになったことで早くも注目されている。

## セイバルの編年および歴史

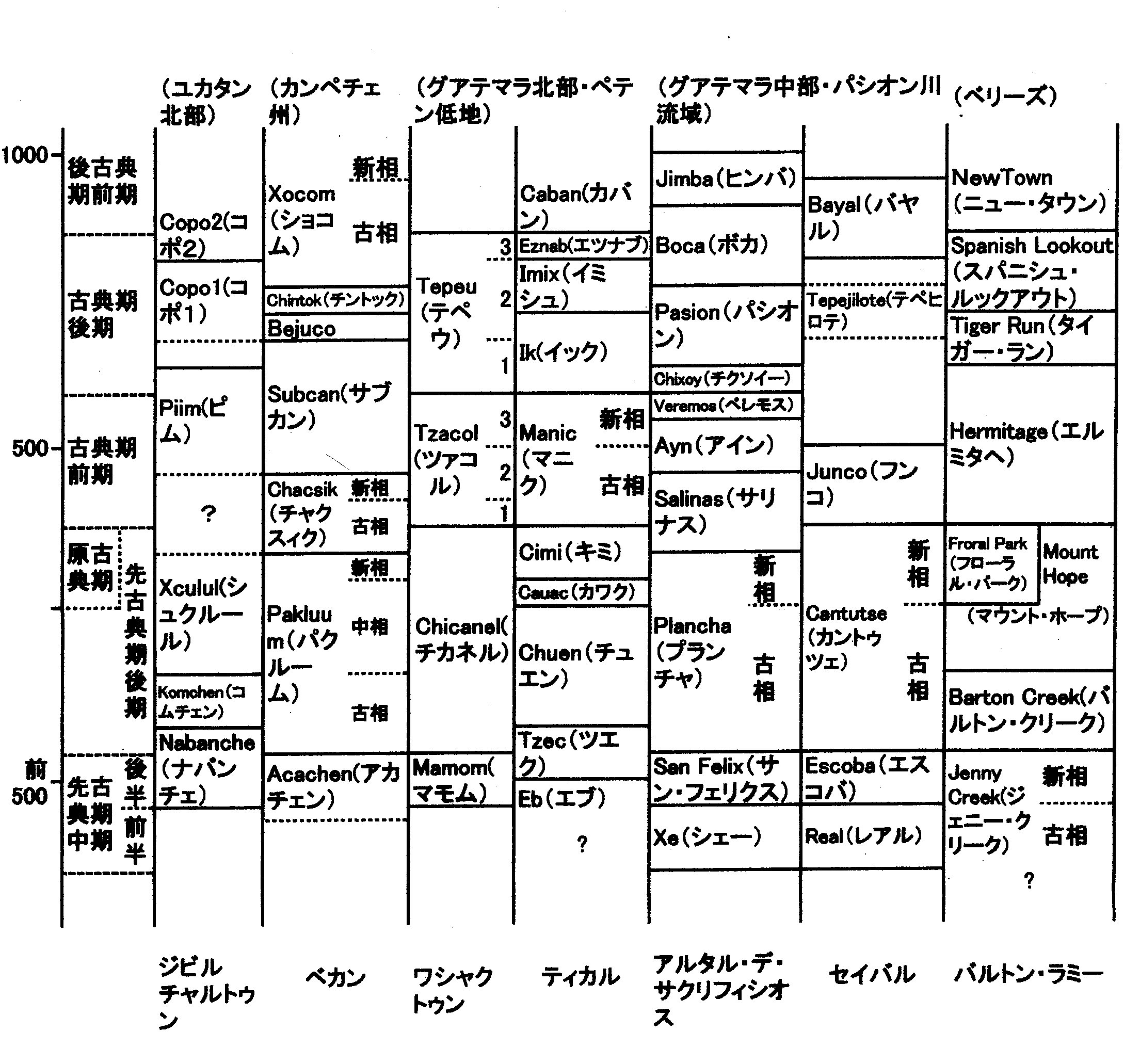
主なマヤ遺跡の編年表

### 先古典期中期前半（レアル相）
セイバルに人が住み始めたのは、紀元前900年ころの先古典期中期初頭と考えられ、セイバルの編年では、先古典期中期前半は、レアル相と呼ばれ、アルタル・デ・サクリフィシオスと類似のシェー（Xe）式土器が出土する。マイケル・コウは、「マヤ高地」からラカントゥン水系沿いに伝わったと考え、チャパス州高地で同時期にみられる硬質の白色土器との関連を想定するが、ウィリーズ・アンドリュース5世は、この時期の土器はチャパス州起源の集団がパシオン川流域に移り住んで、セイバルやアルタル・デ・サクリフィシオスの最古の集落を営むようになったのではないかと考えている。レアル相の遺構は、グループAに主に見られる。グループAの「中央プラザ」で検出された「供納穴」（Cache）7号で、ひすい製の儀礼用石斧が6本十字状にならべられているのが確認された。これは、タバスコ州にある同時期のオルメカのセンターであったラ・ベンタにもみられるもので、5点のレアル相の土器と放血儀礼 (Bloodletting) に用いられた穴あけ用の道具が1点、炭化物も伴っていた。炭化物の放射性炭素年代測定を行ったところ、紀元前900年ごろという測定値が得られた。
1960年代半ばに行われたハーバード大学の調査では、この「供納穴」が検出されたほかは、この時期は小規模な集落の家屋のマウンドが散在していてシェ式土器はそれに伴うものとして考えられてきた。
しかし、イェール大の猪俣健らの調査隊が構築物A-24の基壇に2m×2mの試掘坑をあけ、深さ7.5mまで調査した。この7.5mは、36の層に分層することができ、下の14層から36層まで、深さ1.7  - 7.5mまでが先古典期中期前半であった。深さ5.2mの層位でシェ式土器を共伴する高さ5m以上の基壇状構築物が5回にわたって増改築されている状況が確認され、先古典期中期前半のセイバルの活動は想像されていた以上に活発であって、公共的な基壇状構築物が確認されるのは先古典期中期後半からとする考え方が覆されることとなった。
もっともハーバード大学の調査隊もグループAの「中央プラザ」と構築物A-14の東側には、まだ確認されていない低い基壇を伴う建築物があるのではないかと推測はしている。
グループCでは、南端にある構築物C-79の周辺を中心にこの時期の土器片が確認されている。しかし、全体としてはわずかであり、本格的な活動の痕跡は未だに確認できていない。
グループDでは、北プラザで建物の柱穴からわずかな土器片が確認されている。

### 先古典期中期後半（エスコバ相、600B.C. - 300B.C.）
グループAでは、レアル相のものを石や漆喰で覆うようにして集落が発展していた様子がうかがわれる。またエスコバ (Escoba) 相の堆積の下層にレアル相の堆積がみられるといった状況がいたるところで確認されている。
グループCでも構築物C-79の周辺で、エスコバ相の土器片は集中的に確認される。しかし、石造建築物は確認されていない。
グループDでは、北プラザ、西プラザ、中央プラザ、構築物D-10号の南方でエスコバ相の土器片が確認されている。しかし、量的にも遺構の検出状況から考えて、居住や建築活動は、むしろほとんど行われていなかったと推察される。

### 先古典期後期（カントゥツェ相前半、300B.C. - A.D.1）

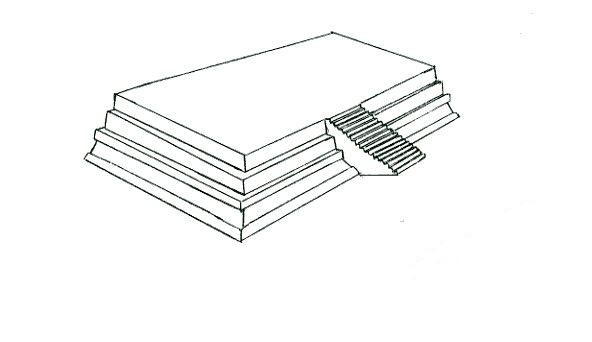
C-79下層神殿の想像図。先古典期後期。

先古典期後期のカントゥツェ (Cantutse) 相の時期になると、グループAでの土器の出土量の増加とそれに伴う居住の拡大があったとハーバード大学の調査隊は報告書で述べている。グループAの構築物A-24の階段付近でこの時期に相当する時期の建物の床面が確認され、グループAの大きなピラミッドの下層にはこのような公共建造物を想起させる遺構があるのではと推察されている。
グループCでは、構築物C-79号にC-79下層神殿を確認している。C-79下層神殿は、南北9.5m、東西5.9m長方形のプランを持ち、基壇の高さは2.5mで西側に階段が設けられていた。またゲアー・トゥアーテロによって構築物C-24から埋葬22号と埋葬30号が確認されている。
グループDでは、土器量の増加、居住の活発化の状況がうかがわれる。構築物D-30号と「中庭A」にトレンチを入れたところ、祭祀に使われたと考えられる建造物の一部が確認された。ほかの場所にも直接は確認していないものの、公共建造物が大規模なピラミッドの下層に埋まっているのではとハーバード大学の調査隊は推測している。

### 先古典期後期終末（カントゥツェ相後半、A.D.1 - 270） - 古典期前期（フンコ相、A.D.270 - A.D.500）
グループAの活動は、この時期にはすっかり衰え、南プラザの一部に居住が確認される程度となる。
グループCでは、C-79下層神殿が活動をつづけているが、ほかの区域はすっかり衰退している状況である。
グループDでは、広場Aの下層にカントゥツェ相後半に当たる時期の祭祀に使用されたと考えられる構築物が確認されている。ハーバード大の調査隊は、この時期がグループDが頂点に達した時期であって、セイバルがただの村落から重要なセンターになった時期であるとしている。
フンコ（Junco）相になるとグループAの「南プラザ」とくに構築物A-2に集中的に土器が確認される。グループCとグループDにも土器片は、確認されるものの、積極的な建築活動は全体的に停止している状況となり、ハーバード大の調査隊は、この状況を一村落にすぎない状況になったと表現している。
フンコ相の段階が過ぎるとまったくセイバルは放棄された状況となる。

### 古典期後期前半（テペヒロテ相、A.D.650 - A.D.770）
テペヒロテ (Tepejilote) 相の時期になると、グループDほどではないものの、グループAの人口や建築活動の増加が目立つようになる。
構築物A-2から検出された埋葬17号は、放射性炭素年代測定によって、A.D.600年のものであることが明らかになった。象形文字の階段を伴う構築物A-14の下層構築物はテペヒロテ相の後半に造られたと考えられ、象形文字の階段もこの時期のものが移設されたと考えられる。セイバル最古の紀元745年の日付を刻んだ石碑もグループＡで建てられた。
また石碑22号の下に確認された「供納穴」11号もこの時期に相当するものである。
グループCでは、3本の堤道の交点に位置する構築物C-18について、調査を行ったところ、表面から80cmほど最終末の時期であるバヤル相の堆積が覆っていたが、その下層から、2000点に上る土器片が確認され、ほとんどがテペヒロテ相に相当する時期の土器片であった。そのため、構築物C-18の活動がテペヒロテ相の時期からであることが明らかになった。
またユニットとして番号が付けられたグループＣの構築物の小グループのうちユニットC-32で確認された埋葬23号と埋葬24号は、テペヒロテ相のものであった。
グループDでは、広場（court）Aを取り囲む構築物、グループDのプラザ、構築物D-12、D-30、D-32がこの時期に建設され、セイバルの活動の中心となった。「中庭C」で検出された埋葬19号、構築物D-26の南側の堆積中から確認された埋葬29号もこの時期のものである。

### 古典期後期中葉（テペヒロテ-バヤル移行期もしくはテペヒロテ相後半、A.D.770 - A.D.830）
古典期後期中葉のこの時期は研究者によって呼称が微妙にことなり、スミスは、テペヒロテ相の後半とするが、サブロフはテペヒロテ-バヤル移行期 (Tepejilote-Bayal-Transition) とする。ここでは、土器編年を行ったサブロフの意見を採り、テペヒロテ-バヤル移行期とする。
この時期には、グループDの活動が後退し、グループAの活動が活発化する。
構築物A-9から-12が建設され、石碑5 - 7号にこの時期に相当する日付が刻まれた石碑が建立される。
グループCでは、構築物C-18から南側へC-79へ向かって伸びる堤道IIが建設され始める。また堤道IIにそって球戯場C-9が建設されたのがこの時期と考えられる。
グループDでは、「中庭」Aと構築物D-32に増築活動がみられる。また石碑24号がこの時期に建立されている。

### 古典期後期終末（バヤル相、A.D.830 - A.D.930ころ）
バヤル（Bayal）相の時期に、他のマヤのセンターが衰退し放棄されていくのをしり目に、セイバルは、繁栄の頂点を極めたとされる。その中心はグループAであった。高さ18.5ｍに達するセイバル最大の構築物A-24と北、中央、南の三つのプラザが完成し、球戯場（A-19）が築かれた。豊富な副葬品を伴う埋葬や多数の「供納穴」が築かれ、祭祀の中心になったと考えられる。

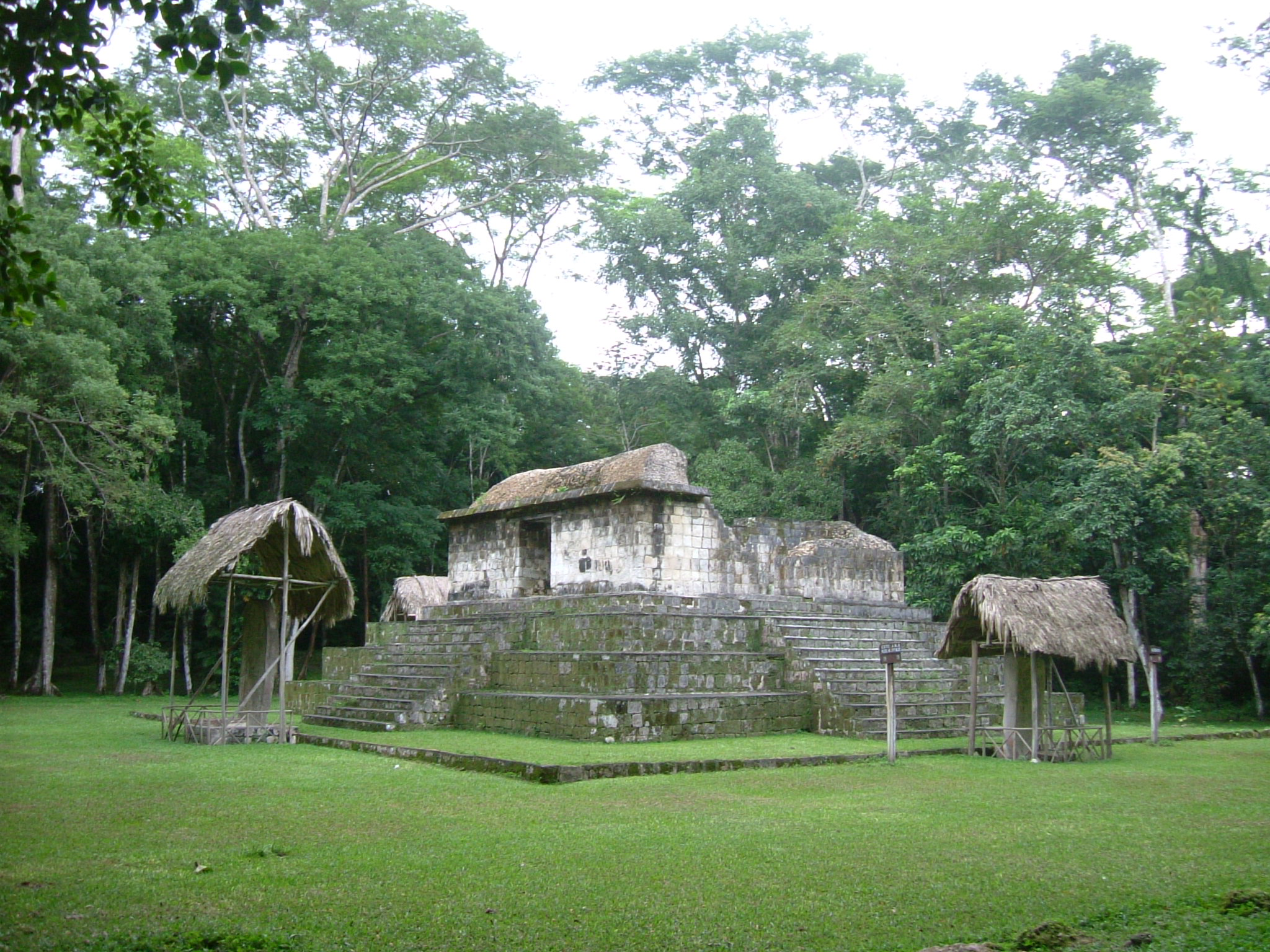
セイバルの構築物 A-3。グループAの「南プラザ」の中央に位置する。四面の階段の前にはそれぞれ石碑と祭壇のセットが設けられている。古典期後期終末。

また、セイバルの名を知らしめることとなったグループA「南プラザ」に構築物A-3とその周囲の石碑群がこの時期に築かれた。構築物A-13は、一辺18mほどの四方に階段を持つほぼ正方形のプランをもつ建物で、3段で高さ4m弱の基壇の上に高さ5mほどの神殿が建てられている。神殿の上部は彩色の施された漆喰のレリーフが施されていた。東西南北それぞれ3体の人物像が刻まれ、神殿の角には一体ずつ計4体の人物像が貼り付けられていた。人物像の間には、最下段に象形文字が刻まれ、その上中央には座った人物がいて両脇に猿や鳥などの動物や模式的な植物が刻まれていた。座った人物の上にはそれぞれ2文字ほどの象形文字が刻まれていた。階段の前には、それぞれ四方に祭壇を伴う石碑が、東西南北順に11号、9号、8号、10号が建てられている。興味深いのは北側の石碑10号に伴う祭壇の上面に「田」の字状の刻文が見られたことである。これは、インド双六と酷似していることで知られるパトリ・ゲームのゲーム盤と同じもので、アステカの時代までギャンブルにも使われたことでも知られている。周囲の石碑に10バクトゥンの長期暦の日付と、「メキシコ中央高原」風の人物像が刻まれていることとともに、古典期終末期のメソアメリカ圏の人の動きについて、研究者間でその性質について議論する材料を提供することとなっている。
グループCにおいては、バヤル相に構築物C-18が完成し、グループDとグループAを結ぶ堤道Iと堤道IIIが築かれた。また堤道IIが構築物C-79の場所まで伸びるようになったことが確認されている。また小規模な建造物のグループであるユニット群が多数建設された。
ユニットC-10の埋葬28号、ユニットC-32の埋葬26号、ユニットC-33の埋葬2号と埋納遺構8号がこの時期に造られた。

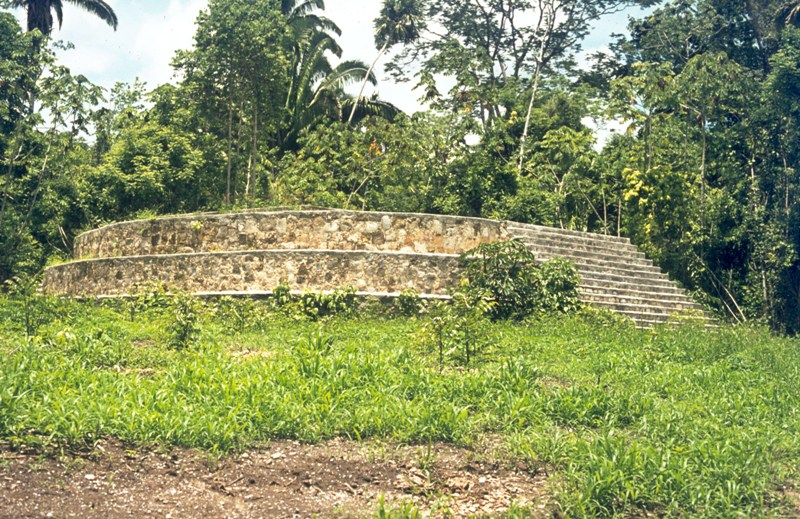
構築物C-79。古典期後期終末。

また構築物C-79では、高さ3.7m、直径17.5mの円形に近いプランを持つ建造物が以前の建物を覆って造られた。階段は西側に設けられ、円盤状の石を動物もしくは人物と思われる石彫で支える祭壇1号が築かれた。丸いプランのピラミッドはメキシコ中央高原や西部に散見されることからも、構築物A-3とその石碑群とともに注目される。
グループDでは、D-41、東プラザ、「中庭A」の地表からバヤル相に相当する時期の土器片が確認されており、堤道IIIの東端部分周辺にあたることからも堤道IIIの構築時期が示唆される。また東プラザから埋葬15号が確認されている。

### 石碑等からみる王朝史
セイバルは、古典期後期にはいってティカルのなんかの支援によって復興したと考えられる。セイバルについて記録が最初にあらわれるのは、ドス・ピラスの石碑15号に721年10月の日付を示す長期暦の日付とともに登場する。ドス・ピラス王イツァムナーフ・カウィールの時代にドス・ピラスの力の影響を受けていたと一部の研究者は考えているが、決して友好的な関係とはいえなかったようである。金星が「宵の明星」としてはじめて出現する735年12月3日にドス・ピラス王ウチャーン・キン・バラム（「支配者3」）は、セイバルに攻撃をしかけ、セイバル王イチャーク・バラム（「ジャガーの鉤爪」）をとらえ、ドス・ピラスとセイバルの主従、支配従属関係が確立した。ドス・ピラスのこの戦勝については、ドス・ピラス自身と双子都市のようにして築かれたアグアテカに武装したウチャーン・キン・バラムがイチャーク・バラムを踏みつけているレリーフが刻まれた石碑が建てられている。

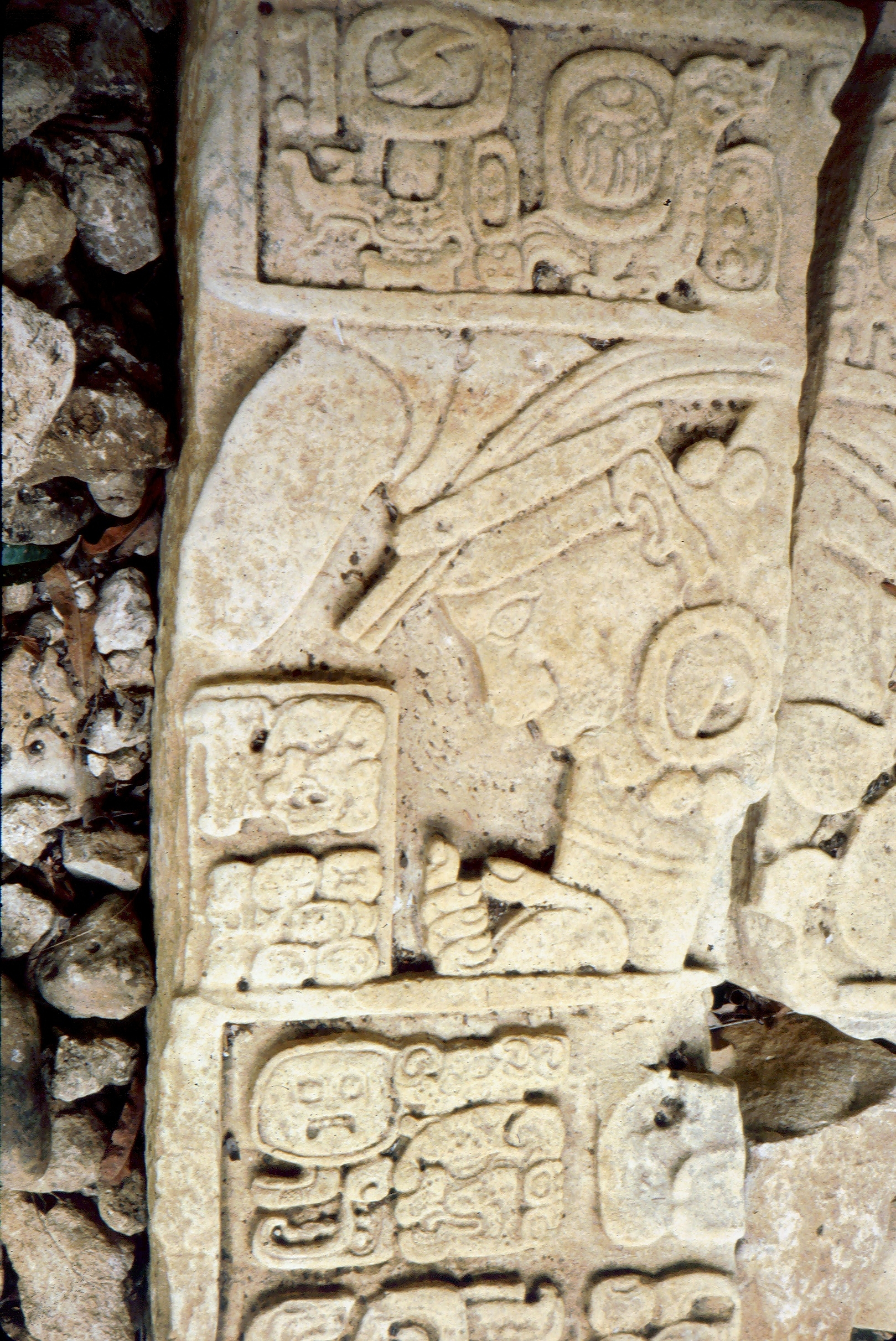
ドス・ピラス石碑 16号下段部分。ひざまずいたイチャーク・バラムが刻まれている。イチャーク・バラムの手の前にある二つ目の文字はセイバルの紋章文字。上の文字列の上段にはウチャーン・キン・バラムの全身像が刻まれている。古典期後期。

741年6月23日にドス・ピラス王がカウィール・チャン・キニチに代わってもその従属関係は続き、745年と747年にカウィール・チャン・キニチの監督下でセイバルの臣下が儀礼をおこなったこと、746年には、カウィール・チャン・キニチの行った放物儀礼がセイバルとともにタマリンディートの石碑ないし石彫に刻まれている。
セイバル王イチャーク・バラムは臣下の礼をとることによってなんとか一命をとりとめ、祖先の王カン・モ・バラム（「高貴なコンゴウインコ・ジャガー」）を祀る廟を建設し、奉献した。この廟の奉献と同じ日に、カウィール・チャン・キニチの後見のもとに新王チョック・アハウ（「若い王」）が即位したことが石碑ないし石彫の銘文から知られる。イチャーク・バラムは、敗北してから12年後の金星が内合する日に、儀礼としての球戯が行われて生贄にされた。
しかし、ドス・ピラスの支配もカウィール・チャン・キニチがおそらくタマリンディートによる攻撃で761年に「退去」させられたことによって、セイバルへの支配権も失ったとおもわれる。このことによってパシオン川流域、ペテシュバトゥン盆地の諸都市の支配者たちは、おのおのがティカル王など優越的な王権をもつ大都市の支配者にしか許されなかった「ムタルの神聖王」という称号を名乗るようになった。ドス・ピラスの王家はアグアテカに移り、タン・テ・キニチが9.16.19.0.14.5イミシュ12ポプ（770年2月8日）に王位に就いた。
9.17.0.0.0.13アハウ18クムク（771年1月20日）というカトゥンの終了した日に、アハウ・ボットという人物がセイバルで即位した。アハウ・ボットは、「火の男の主人（火の男を捕虜とした者）」という称号でも知られる。アハウ・ボットの事績については、セイバルの石碑5,6,7に刻まれていて、石碑6号にアグアテカとの関係を刻んだ部分があるが風化、摩耗によって解読できないため、独立した王なのか従属的だったのかはわからない。セイバルの北東15kmに位置するチャパヤルにアハウ・ボットについて記述した銘文が確認されていることで周囲の都市になんらかの影響力を及ぼしたであろうことが推察される。

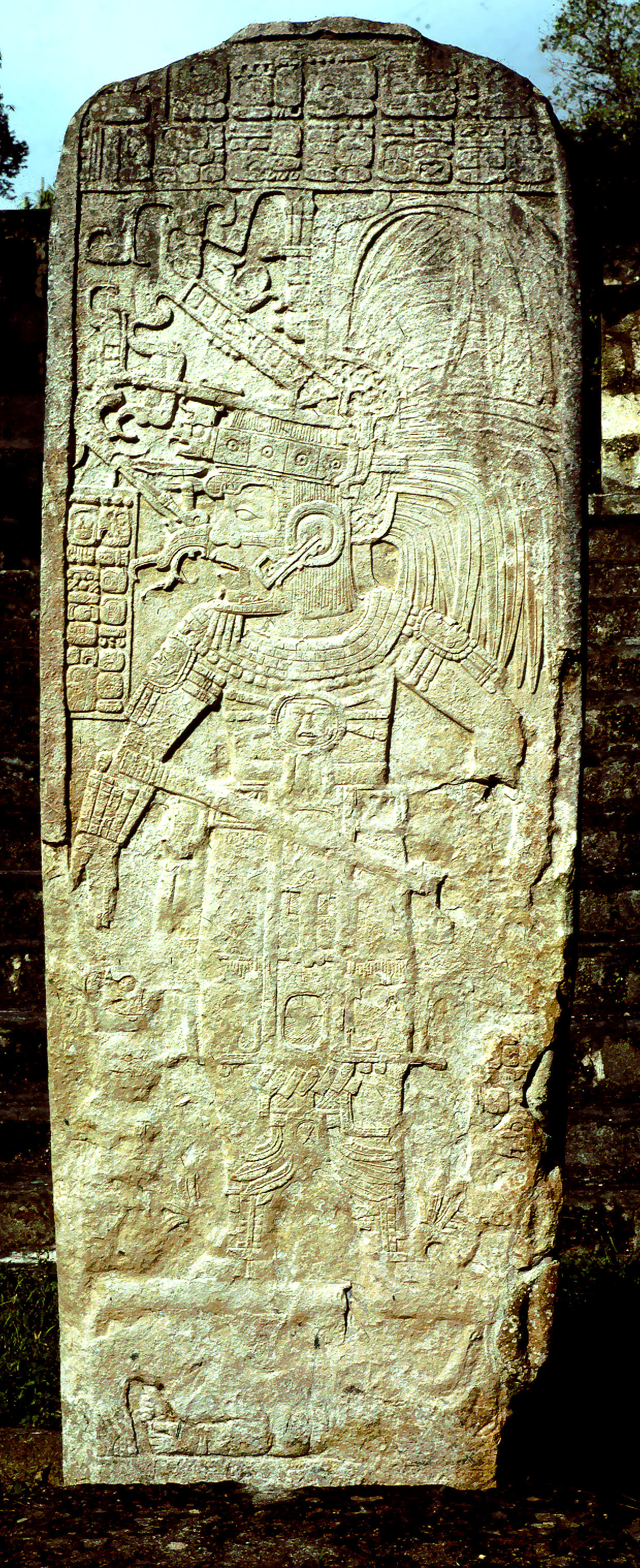
セイバル石碑11号。マヤ人の面長わし鼻と異なったいかつくひげを生やしたアフ・ボロン・ハーブタル（ワトゥル）の立像が刻まれている。古典期後期終末。構築物A-3の東側に建てられている。

セイバルは、830年ごろから開始されるバヤル相の時期から勢いが強くなるが、このことを象徴する銘文が石碑11号にみられるアフ・ボロン・ハーブタル (Aj B'olon Haab' tal) もしくはワトゥル (Wat'ul Chatel)の「到着」という記事である。アフ・ボロン・ハーブタル（ワトゥル）は、ウカナル王と思われるチャン・エク・ホベトの後見のもとに即位し、セイバル王となった。セイバルの構築物A-3の周囲に10.1.0.0.0.（849年）のカトゥンの終了を祝う儀礼に5つの石碑が建てられ、ティカル王「宝石カウィール」がその儀礼に参加するためにセイバルを訪れたこと、セイバル石碑10号にカラクムルのチャン・ベトがカトゥンの終了を見たという記述があることから、当時のセイバルがペテン低地で最も力をもつ都市にまでなっていたことを想像させる。
さて、アフ・ボロン・ハーブタル（ワトゥル）の風貌は、髭を生やしたいかつい人物としてえがかれ、面長わし鼻にえがかれるマヤ人と比較して明らかに異質である。石碑19号には、風神エエカトルの仮面をかぶった人物がえがかれ、メキシコ風の「言葉の渦」と表現される吹き出し文様が刻まれている。889年の日付を刻んだ石碑13号にもこの「言葉の渦」は描かれ、銘文として刻まれた長期暦の最初の導入文字にもメキシコ風の四角い枠が付けられている。
このことについて研究者の間では、メキシコ湾岸のシカランゴを根拠地としたメキシコないしナワ系の影響を色濃く受けた武装した交易商人の集団であるプトゥン・マヤとかチョンタル・マヤと呼ばれる人々が入ってきたのではないかという議論が有力である。コウなどは、シカランゴがアステカ人に「オルメカ・シカランカ」の根拠地と知られていた場所で、ほぼ同時期のメキシコ中央高原の鮮やかな壁画で知られる遺跡カカシュトラにマヤ風の衣装を着て儀杖を持つ人物とセイバルの石碑に描かれた人物との図像的類似性を指摘する。
また青山和夫は、グアテマラ南部のコツマルワパ文化の石碑との類似性からメキシコ東部からの文化的な影響や人々の移住などの動きがあったことを指摘している。
このような非マヤ的なメキシコ風の石碑の図像について、八杉佳穂は、「ペテン中央部まで広がり、ヒンバルやウカナルなどで認められる」（八杉1990p.100）と指摘しており、このことは、リンダ・シーリーらの主張するウカナル王の後見のもとにアフ・ボロン・ハーブタル（ワトゥル）のセイバル王に即位したという記述に調和し興味深い。
なお、シーリーとピーター・マシューズは、セイバルの「葦の地」から来た人物との立会いのもとに儀礼をおこなったという記述について、「葦の地」とはチチェン・イッツアのことであると主張するが、コウは、トゥーラと考えることもできるのではないかと疑問を呈するものの明確な結論は避けている。
セイバルには日付のわかっているもので、889年まで17基の石碑を建立し、日付のわからないものを含めるとさらに新しく石碑が建立され続けたと考えられているが、930年以降は放棄されていったと考えられる。

## 土器編年と良質オレンジ土器
セイバル最古の先古典期中期前半のレアル相（900B.C. - 600B.C.）の土器については、1970年代ごろからロバート・シャーラーやギフォードらのグアテマラ北部高地起源とする意見とメキシコ湾岸起源とするリチャード・アダムスなどの意見、タバスコ州北西部のチョンタルパ平原の起源とする説が有力であったが、ウィリーズ・アンドリュース5世がテワンテペク地峡の遺跡やチャパス州東部の遺跡でみられる土器とアルタル・デ・サクリフィシオス、セイバルの土器を表面調整、混和材、胎土について比較して、テワンテペク地峡の土器によく似ているがそのどれでもなく、アルタル・デ・サクリフィシオスのシェ相の土器のほうがチャパス州東部のものに似ていてやや古く、セイバルのレアル相のほうがやや新しく、チャパス州東部の人々がパシオン川流域に入ってきたのであろうとしており、最近はこの考え方が有力となっている。アルタル・デ・サクリフィシオスの土器は、灰や砂を混和材に用いて雲母のように胎土が光ることがあるがセイバルのものは方解石が混ぜられていてやや異なるとされる。
しかし、先古典期中期後半のエスコバ相（600B.C. - 300B.C.）から先古典期後期のカントウツェ相（300B.C. - A.D.270）の土器になるとペテン低地およびベリーズでみられる土器とよく似てくることとなり、この傾向はアルタル・デ・サクリフィシオスでも同様で、ペテン低地の標式遺跡ワシャクトゥンのマモム相（先古典期中期後半）やチカネル相（先古典期後期）の土器とほとんど変わらないものとなる。つまり、マモム相のホベンチュド赤色（Joventud Red）、ピタル乳白色（Pital Cream）、チカネル相のシエラ赤色（Sierra Red）、ポルベロ黒色（Polvero Black）、フロール乳白色（Flor Cream）と呼ばれる単色土器で蝋のような鈍い光沢（waxy）を持つ土器である。カントンツェ相の後半には、エルサルバドルのウスルタン式土器を意識したような波線文様を器面の縦方向に彩色するものや乳房型の脚を持つ土器が現れる。
古典期前期前半のフンコ相（AD.270 - 500、ワシャクトゥンのツアコル1相および2相並行）になると先古典期の土器に対してつやつやした光沢をもつペテン光沢土器（Peten Gloss Ware）の赤色（カリバル赤色、Caribal Red）、黒（バランサ黒色、Balanza Blackおよびルーチャ刻線、Lucha Incised）および多彩色（Polychrome）の土器があらわれる。ベイスル・フランジュ（basal-flanged）と呼ばれる胴部の中央部に鍔をつけて幾何学文様を描いた高台のついた広口の碗形ないし浅鉢形土器がこの時代の特徴的な土器であるが、ワシャクトウンやアルタル・デ・サクリフィシオスのようにテオティワカンの影響をうかがわせる時期（ツアコル3相）の土器は発見されず、この時期はセイバル自体もいったん放棄されている。
古典期後期前半のテペヒロテ相（A.D.650 - 770）になると動物や人物など様々な画像やマヤ文字が描きこまれた華やかなワシャクトゥンのテペウ相並行の土器が用いられる。
古典期後期前半のテペヒロテ-バヤル移行期（A.D.770 - 830）およびバヤル相（A.D.830 - 930）になると、テペウ相的な土器が徐々に消失し、良質オレンジ（Fine Orange）もしくは精胎土オレンジと呼ばれる卵型で円形の脚をつけた胴部中央に同時代の石碑によく似た人物像などのレリーフを施した土器があらわれる。しかし庶民階層の粗製土器については変化はみられない。
この良質オレンジ土器については、南イリノイ大学及び ハーバード大学ピーボディ博物館などによる中性子放射化分析による胎土分析法によって、メキシコ湾に注ぐ河口からアルタル・デ・サクリフィシオスに至るまでのウスマシンタ流域で採取される土を同一の胎土として焼かれたことが判明した。